# Macrocalamus tweediei
Espèce
Statut de conservation UICN

 LC  : Préoccupation mineure
Macrocalamus tweediei  est une espèce de serpents de la famille des Colubridae.

## Répartition
Cette espèce est endémique de Malaisie péninsulaire. Elle se rencontre au Pahang et au Selangor.

## Description
L'holotype de Macrocalamus tweediei mesure 500 mm. Cette espèce présente une teinte générale noire et un motif composé de noir et de jaune sur sa face ventrale. Ce serpent est assez léthargique et vit apparemment dans le bois mort en milieu humide. En captivité l'holotype a été alimenté avec de jeunes geckos.

## Étymologie
Cette espèce est nommée en l'honneur de Michael Wilmer Forbes Tweedie, directeur du Singapore National Museum

## Publication originale
- Lim, 1963 : Macrocalamus tweediei, a new species of Reed Snake from Malaya. Bulletin of the National Museum, Singapore, vol. 32, p. 99-102 (texte intégral).